# Aliman
Aliman település Romániába, Dobrudzsa vidékén, Constanța megyében, Aliman község központja.

## Fekvése
A település az ország délkeleti részén található, a Duna jobb partján, Konstancától nyolcvankilenc kilométerre nyugatra, a legközelebbi várostól, Băneasatól huszonnégy kilométerre északra.

## Története
Aliman területén egy, a 2–3. századból származó, római kori erődítés romjait tárták fel.

## Lakossága
| Nemzetiségek | 2002 | 2002   |
| ------------ | ---- | ------ |
| Románok      | 783  | 100,0% |
| Összesen     | 783  | 100,0% |